# Morač zákrovnatý

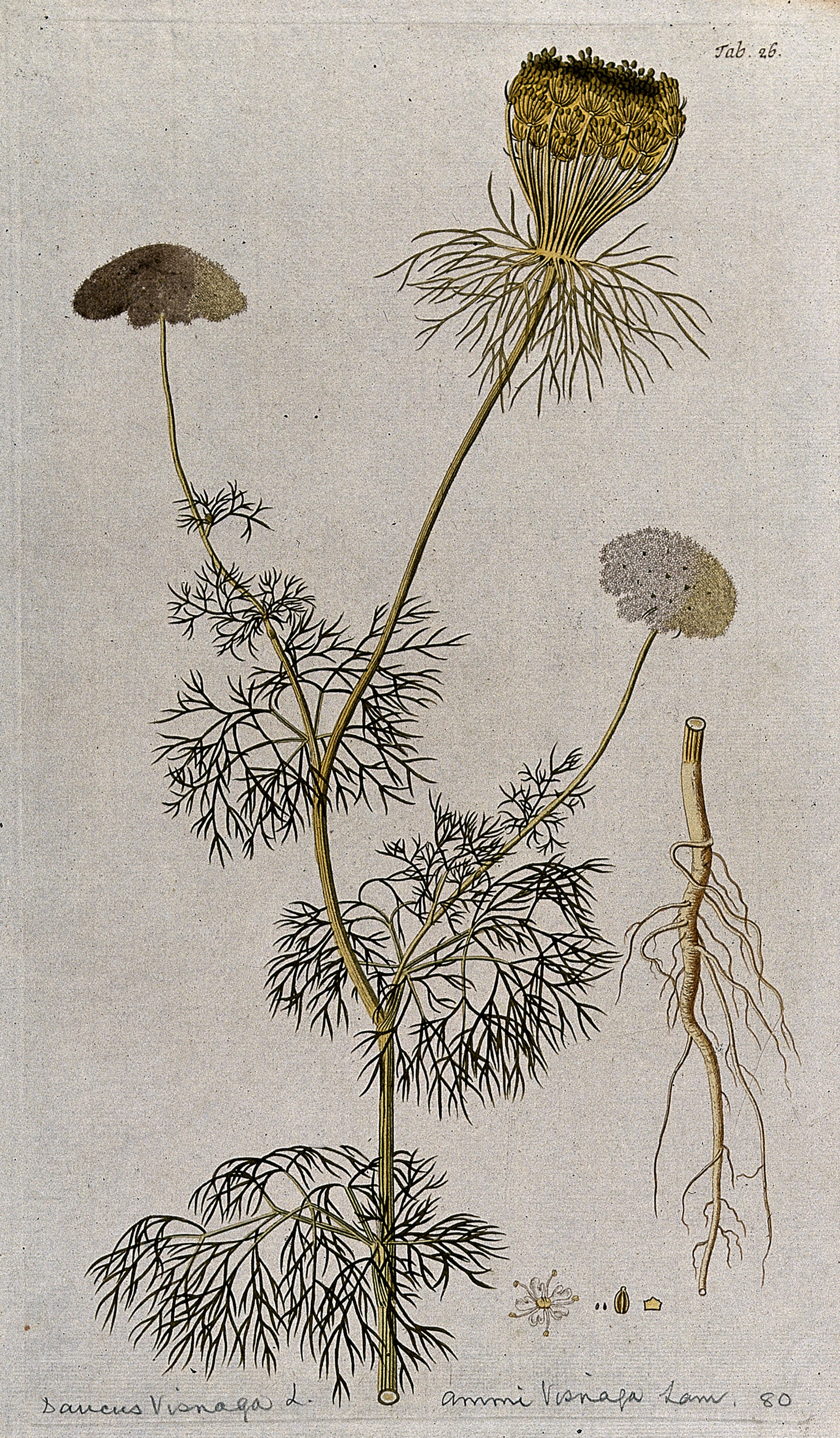
Nákres morače zákrovnatého

Morač zákrovnatý (Ammi visnaga) je statná, až metr vysoká, aromatická bylina, druh rodu morač. Je původní druh v jižní Evropě, Malé Asii, v oblastí okolo Kavkazu i na severu Afriky. Jako naturalizovaný druh roste v Severní, Střední i Jižní Americe.
V České republice je považován za příležitostně se objevující neofyt. Do volné přírody bývá zavlékán z oblasti Středozemního moře nebo přechodně zplaňuje ze zahrad, pěstuje se např. v Polsku a velmi řídce i v ČR. V české přírodě byl poprvé zjištěn roku 1987, po roce 2010 však již nebyl nalezen.

## Ekologie
Původní výskyt morače zákrovnatého bývá nejčastější v travnatých porostech na zásaditých půdách a na suchých travnatých svazích v nadmořské výšce do 500 m. Rostliny dobře rostou i na běžné půdě, dostatek světla a živin však přispívá k jejich velikosti, počtu okolíků i semen. Plody této monokarpické byliny dozrávají v červenci až září.

## Popis
Jednoletá až dvouletá rostlina s pevnou, přímou, větvenou lodyhou vysokou až 1 metr, vyrůstající z kůlovitého kořene. Listy jsou v obryse vejčité, až čtyřnásobně peřenosečně dělené s niťovitými úkrojky 20 až 30 mm dlouhými a 0,5 až 1 mm širokými. Bazální listy mají řapíky, lodyžní jsou přisedlé.
Na koncích lodyh i větví vyrůstají okolíky velké 6 až 10 cm složené z 30 až 150 dlouze stopkatých okolíčků, jejích paprsky se v době zralosti plodů stahují dohromady a stojí vzpřímeně. Obaly z početných zelených, jednou až dvakrát peřenosečných listenů mají tenké úkrojky na koncích obrácené dozadu, obalíčky jsou štětinovité. Drobné, pětičetné, oboupohlavné květy mají jen nepatrný kalich a pět bílých korunních lístků. Tyčinek je v květu pět, spodní semeník vznikl ze dvou plodolistů. Rostliny vykvétají v červnu a červenci, přenos pylu z prašníků na blizny zajišťuje drobný hmyz.
Plodem je vejčitá, lysá, hnědá dvounažka s pěti světlými žebry, která bývá asi 2 mm dlouhá a 1 mm široká. Aromatické dvounažky jsou pomoci větru nebo povrchové vody roznášené po okolí.

## Význam
Semena se v tradiční medicíně používají dlouhodobě. Byly v nich shledány mnohé léčivé látky, např. obsahují chromony, hlavně spasmolytikum khelin, visnagin, kumarin a dále flavonové glykosidy a éterické oleje. Odvar nebo tinktura z nich vyvolává útlum hladkého svalstva, zejména močovodu, žlučových cest, žlučníku i průdušek. Droga také způsobuje rozšíření věnčitých tepen a zlepšuje kontrakci srdce, používá se také při angině pectoris. Semena slouží jako surovina pro průmyslovou výrobu khelinu.